# Jan Nepomuk Maýr
Pour les articles homonymes, voir Mayr.
Jan Nepomuk Maýr (parfois orthographié Mayr, Mayer ou Maier) (Mělník, le 17 février 1818 - Prague, 25 octobre 1888) est un ténor d'opéra, directeur d'opéra, chef d'orchestre, compositeur et professeur de musique tchèque. On se souvient de lui aujourd'hui surtout pour avoir été le premier directeur / chef principal du Théâtre provisoire de Prague.

## Biographie
Il a appris la musique d'abord au sein de sa famille. Avec le soutien de la famille Lobkovic, son éducation s'est poursuivie au couvent des Croisiers à Prague. Après avoir suivi un cours d'orgue pendant deux ans auprès de Robert Führer (1807-1861) et une formation auprès de Jan August Vitásek (1770-1839), il part enseigner la musique aux familles aristocratiques de Vienne. Là, il a continué à travailler sa technique de chant.
Maýr a commencé sa carrière en tant que chanteur d'opéra à l'opéra de Klagenfurt en 1839. De 1842 à 1844, il a travaillé dans divers théâtres de Prague, après quoi il a été engagé à l'opéra de Darmstadt de 1844 à 1846. À la demande de František Ladislav Rieger, il retourne à Prague en 1846 pour devenir chanteur principal au Théâtre des États. Son chant a été salué par le public tchèque, mais son jeu a été jugé insuffisant. Il est finalement nommé chef de chœur de la maison au début de la saison 1848-1849.
En 1851, Maýr n'apparaissait plus dans des rôles d'opéra, mais travaillait maintenant comme chef d'orchestre d'un certain nombre d'ensembles musicaux différents à Prague ; y compris des chœurs dans diverses églises de la ville (comme la basilique Notre-Dame-des-Neiges). Il quitte son poste de chef de chœur au Théâtre des États en 1853 pour se consacrer à sa carrière de chef d'orchestre. Il a acquis une grande réputation à Prague pour sa direction de musique sacrée dans les années 1850. Cependant il n'était pas partisan du mouvement cécilien de réforme ecclésiastique. En 1854, il est nommé professeur de chant au Conservatoire de Prague.
À l'automne 1862, Maýr est nommé premier directeur / chef principal du Théâtre provisoire, à la grande déception de Bedřich Smetana, qui avait lui-même espéré le poste. Le théâtre a ouvert ses portes le 18 novembre 1862, avec une représentation du drame tragique de Vítězslav Hálek (en), le roi Vakusin. Comme il n'y avait à l'époque aucun opéra tchèque jugé approprié, le premier opéra joué au théâtre, le 20 novembre 1862, a été Les Deux Journées de Cherubini. Pendant la première année environ de sa vie, le Théâtre provisoire alternait quotidiennement l'opéra et les pièces de théâtre, mais à partir du début de 1864, des représentations d'opéra étaient données quotidiennement.
Maýr est resté au Théâtre provisoire jusqu'en septembre 1866 ; son mandat a été marqué par une rivalité professionnelle avec Smetana, qui a critiqué le conservatisme de la direction du théâtre et son échec à remplir sa mission de promouvoir l'opéra tchèque . Maýr a riposté en refusant de diriger Les Brandebourgeois en Bohême (en)  de Smetana. Un changement dans la gestion du théâtre en 1866 a conduit à la destitution de Maýr et à son remplacement par Smetana. Il a continué à être actif en tant que chef d'orchestre à Prague jusqu'à sa mort dans cette ville en 1888.

## Compositions
Maýr a également écrit quelques compositions musicales. La majeure partie de sa production était consacrée à la musique sacrée, mais il a également écrit deux opéras : Horymír et Jaromír, vojvoda český.